# Інтегрована система протиповітряної оборони НАТО

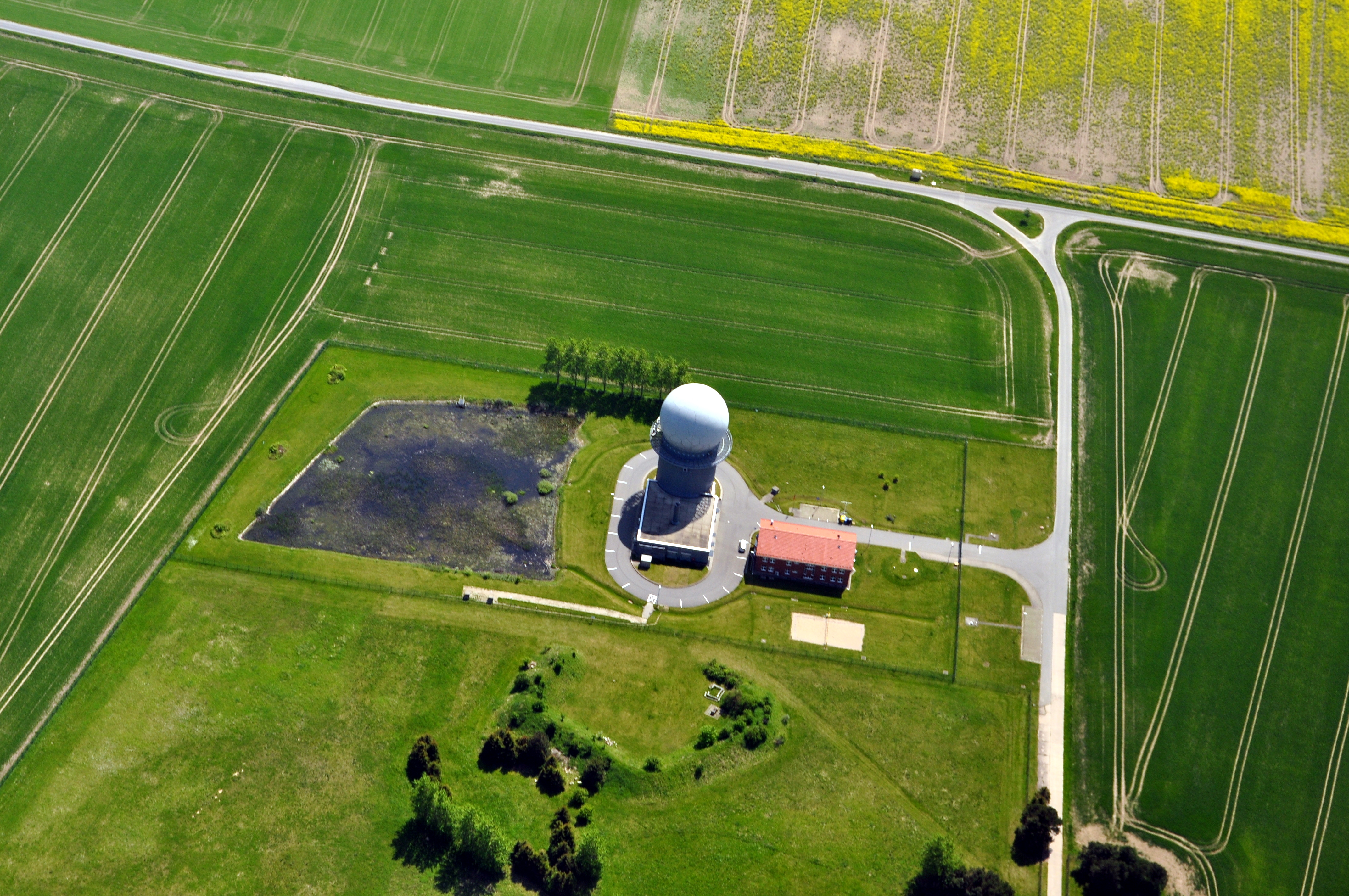
Station radar de la Luftwaffe à Putgarten.

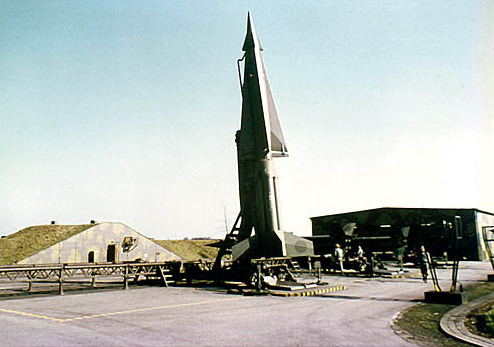
Site de missiles Nike-Hercules de l'armée de l'air royale néerlandaise en Allemagne de l'Ouest dans les années 1970.

Інтегрована система протиповітряної оборони НАТО, або «NATINADS» була відповіддю НАТО на розвиток Радянських довгих бомбардувальників дальності в 1970-х роках. Необхідність підтримувати надійного стримування, коли попередження і перехопленню раз ранні масово зниження призвело до розробки вдосконаленого ППО (AD) системи.
Розробка була затверджена Військового комітету НАТО на в грудня 1955 року система повинна бути заснована на чотирьох ППО регіонах (АДР), координованих ВГК (Верховний головнокомандувач об'єднаними збройними силами НАТО в Європі). Починаючи з 1956 початку охоплення попередження був продовжений в Західній Європі за допомогою 18 радіолокаційних станцій. Ця частина системи була завершена 1962 пов'язані з існуючими національними радарів скоординована система називалася НАТО з протиповітряної оборони Ground Environment (NADGE).
З 1960 Країни НАТО домовилися поставити всі свої сили ППО під командуванням ОЗС НАТО в Європі в разі війни. Ці сили включені командні та контрольні (C2) системи, радарні установки і Земля-Повітря (SAM) ракетних частин, а також літаків-перехоплювачів.
До 1972 NADGE був перетворений в NATINADS, що складаються з 84 радарів і пов'язані центрів управління звітності (CRC) і в 1980-х роках повітряного попередження / Ground Environment Інтеграція сегмента (AEGIS) підвищило NATINADS з можливістю інтегрувати radarpicture АВАКС і все його інформація в її візуальних дисплеїв. (ПРИМІТКА: Це AEGIS не плутати з USNAVY AEGIS — судновою системою ведення вогню з радаром і озброєнням.) AEGIS обробив інформацію через 'ютери Хьюз H5118ME, який замінив H3118M 'ютери, встановлені в місцях NADGE наприкінці 1960-х і на початку 1970-і роки.
Здатність NATINADS для обробки даних збільшилася з більш високих частот. H5118M комп'ютер мав приголомшливий 1 мегабайта пам'яті і може обробляти 1,2 млн операцій в секунду в той час як колишня модель була пам'ять тільки 256 кілобайт і тактовою частотою 150 000 інструкцій в секунду.
NATINADS / AEGIS було доповнено, W-Німеччини німецьким ППО Ground Environment (GEADGE), оновленої радіолокаційної мережі, додавши південну частину W-Німеччини в європейській системі та прибережної системі Радар інтеграції (КРИС), додавши, канали передачі даних з Данські прибережних радарів.
В цілях протидії апаратного застарівання, протягом НАТО середині 90-х почав програму AEGIS сайта Emulator (ASE), що дозволяє NATINADS / сайтів егідою замінити фірмове обладнання (комп'ютер, 5118ME і різних операторських консолей IDM-2, HMD-22 , IDM-80) з Торгово-Off-The-Shelf серверів і робочих станцій.
У перші роки 2000, початкова здатність ASE був розширений з можливістю запуску, завдяки новій апаратній потужності, кілька емулятори сайт на тому ж обладнанні, тому система була перейменована в Multi-AEGIS сайта Emulator (MASE). Система НАТО, призначена для заміни MASE в найближчому майбутньому є Система авіаційного командування і управління (АССА).
Тому що зміни в політику, НАТО розширюється і фінансові кризи більшості європейських країн (НАТО) намагаються скоротити свої військові бюджети; Як прямий результат великою кількістю застарілих і застарілих NATINADS об'єкти будуть поступово виведені з раніше. В даний час (2013) досі оперативних радіолокаційних сайти НАТО в Європі такі:
Німеччина
- Döbern (51 ° 36'47 «N 13 ° 34'31» E) Дистанційне Радар Повідомлення (РРЦ-117 радар)
- Ельменхорст (54 ° 0'2 «N 11 ° 6'42» E) Дистанційне Радар Повідомлення (РРЦ-117 радар)
- Gleina (50 ° 55'59 «N 12 ° 23'54» E) Дистанційне Радар Повідомлення (РРЦ-117 радар)
- Varnkevitz — Рюген (54 ° 40'27 «N 13 ° 23'12» E) Дистанційне Радар Повідомлення (РРЦ-117 радар)
- Döbraberg (50 ° 16'42 «N 11 ° 38'44» E) Колишній GEADGE перетворюється на пульт дистанційного радіолокаційного посту (РРЦ-117 радар)
- Erndtebrück (50 ° 59'35 «N 8 ° 14'22» E) Колишні NADGE / NATINADS CRC перетворюється на Повітряний Ops Center 1
- Калькар (51 ° 43'59 «N 6 ° 16'9» E) НАТО Комбінований повітря Ops Команда
- Messtetten (48 ° 11'3 «N 8 ° 56'42» E) Колишній 4 ATAF SOC / NATINADS CRC перетворюється на Airops Command Center GIADS II
- Schönewalde / Хольцдорф (51 ° 46'13 «N 13 ° 10'0» E Колишній база НДР; Air Ops Center 3
- UDEM (51 ° 40'01 «N 6 ° 22'10» E) Колишній NADGE NATINADS CRC перетворюється на Повітряний Ops Center 2

Греція
- 40 ° 34'55 «N 23 ° 6'59» E Chortiatis першої Площа Control Center
- 38 ° 10'27 «N 23 ° 42'55» E Parnitha другий Площа Control Center
- 35 ° 3'50 «N 26 ° 9'11» E Ziros третьої (заповідник) Площа Control Center
- 39 ° 38'59 «N 22 ° 28'0» E Лариса авіабаза НАТО Operations Center повітря
- 38 ° 10'11 «N 20 ° 37'8» E Агіос Елефтеріос AD радар додаток GKFZ тропосферного сайт в чистій ланцюга ACE-High кладовищі комунікацій.
- 35 ° 22'45 «N 24 ° 59'3» дистанційного radarstation E Фоделе
- 35 ° 34'13 «N 27 ° 9'47» дистанційного radarstation E Карпатос Isl
- 36 ° 51'25 «N 27 ° 18'54» E Кос дистанційного radarstation
- 39 ° 58'57 «N 25 ° 4'49» E Лемнос W дистанційного radarstation
- 39 ° 59'12 «N 25 ° 23'59» E Лемнос E дистанційного radarstation
- 40 ° 53'44 «N 25 ° 32'43» дистанційного radarstation E Maroneia
- 38 ° 56'9 «N 24 ° 33'23» E Скірос radarstation
- 35 ° 18'24 «N 23 ° 36'34» E Sklavopoula radarstation

Італія
- Поджио Renatico (44 ° 47'32 «N 11 ° 29'41» E) Aeronautica Militare Italia. Gruppo Riporto електронної Controllo Difesa Aerea (GRCDA) — контроль AirDefense і центр звітності був колишній NADGE і пізніше NATINADS radarsite. Поточний статус: НАТО Комбінований повітря Ops.Center 5
- Поджио Ballone (42 ° 49'37 «N 10 ° 52'59» E) 21 ° Gruppo Радар CRC
- Licola (40 ° 51'52 «N 14 ° 3'9» E) 22 ° Gruppo Радар CRC
- Мортара (45 ° 13'54 «N 8 ° 48'15» E) 112 Squadriglia Радар Remota
- Хромой ді Concordia (45 ° 44'36 «N 12 ° 52'31» E) 113ª Squadriglia Радар Remota
- Капо Меле (43 ° 57'28 «N 8 ° 10'9» E) 115ª Squadriglia Радар Remota
- Jacotenente (41 ° 47'21 «N 16 ° 2'57» E) 131ª Squadriglia Радар Remota
- Кротоне (38 ° 59'17 «N 17 ° 4'45» E) 132ª Squadriglia Радар Remota

Норвегія
- Mågerø (70 ° 59'3 «N 25 ° 53'49» E) Control Center Reporting
- Mt Gråkallen (63 ° 25'12 «N 10 ° 15'3» E) з дистанційним управлінням AD радар
- Mt Njunis (68 ° 43'54 «N 19 ° 32'4» E) з дистанційним управлінням AD радар
- Аеропорт Кіркенес (69 ° 42'57 «N 29 ° 52'10» E) з дистанційним управлінням AD радар
- Klettkovfjellet (67 ° 10'23 «N 15 ° 1'41» E) з дистанційним управлінням AD радар
- Selbu (63 ° 18'41 «N 10 ° 56'18» E) з дистанційним управлінням AD радар
- Sørreisa (69 ° 8'11 «N 18 ° 8'14» E) Control Center Reporting
- Vågsøy (61 ° 59'53 «N 5 ° 3'1» E) з дистанційним управлінням AD радар
- Варде (70 ° 22'0 «N 31 ° 7'35» E) з дистанційним управлінням AD радар

Португалія
- Foia (37 ° 18'52 «N −9 ° 6'14» E) Estação де Радар nº1 розташований на вершині гори Foia
- Montejunto (39 ° 10'23 «N 10 ° 56'58» E) Estação де Радар Nº3
- Пілар (41 ° 17'26 «N −9 ° 34'27» E) Estação де Радар nº2 розташований в Серра-де-Пілар

Іспанія
- Альто-де-Aitana (38 ° 38 '56 «N −1 ° 44 '4» E) Escuadron де Vigilancia AEREA (EVA) 5; раннього попередження ескадрильї 5
- Artzamendi (43 ° 16 '58 «N −2 ° 35 '33» E) Колишній CRC перетвориться в дистанційним управлінням AD радара
- Константина (37 ° 55 '8 «N −6 ° 24' 25» E) EVA 3
- Ель Frasno (41 ° 24 '24 «N −2 ° 30 '14» E) EVA 1
- Ель Peni (42 ° 16 '42 «N 3 ° 14 '14» E) EVA 4
- Гава (41 ° 17 '«N 2 ° 1 36' 5» E) Escuadrilla де Circulación AEREA Operativa (ECAO) 4 (Airops Центр)
- Ариа (29 ° 7 '9 «N −14 ° 28' 46» E) EVA 22
- Inoges (41 ° 22 '17 «N −2 ° 30 '11» E) Колишній CRC і ВПС США сайт тропосферного зв'язку перетвориться в дистанційним управлінням AD радара
- Монте Iroite (42 ° 43 '24 «N −9 ° 4 '42» E) EVA 10
- Піко-де-лас-Ньевес (27 ° 57 '47 «N −16 ° 25 '42» E) EVA 21
- Picón дель Фрайле (43 ° 10 '49 «N −4 ° 1 '0» E) EVA 12
- Puig Mayor (39 ° 47 '59 «N 2 ° 47 '58» E) EVA 7
- Сьєрра Espuña (37 ° 51 '44 «N −2 ° 25 '30» E) EVA 13
- Торрехон (40 ° 28 '0 «N −4 ° 13' 59» E) Escuadrilla де Circulación AEREA Operativa (ECAO) 1 (Airops Центр)
- Villanubla (41 ° 42 '0 «N −5 ° 9' 0» E) EVA 14
- Villatobas (39 ° 53 '17 «N −4 ° 41 '53» E) EVA 2

Велика Британія
- RAF Бенбекьюла (57 ° 28'24.40 «N 7 ° 22'26.27» W) дистанційного radarstation забезпечення дальнього радіолокаційного охоплення Північній Атлантиці підходи до Шотландії. Дані подаються в інтегрованої системи командування і управління в межах Великої Британії.
- RAF Boulmer (55 ° 25'13.89 «N 1 ° 36'6.69» W) HQ-повітряних нагляду Великої Британії і система управління (ASACS) групи. Використання наземних військових і цивільних радарів, управління та звітності центр (C RAF Boulmer відповідає за складання Air Picture Визнані (RAP) в повітряному просторі Великої Британії і підходи до нього. CRC контролює RAP 24/7 365 днів в році виявлення та виявлення всіх повітряних суден в ньому і надання тактичний контроль призначений швидкого реагування оповіщення перехватчиком.
- RAF Buchan (57 ° 27'27.90 «N 1 ° 48'45.81» W) -центр Звітність управління (CRC) Buchan є віддаленою РЛС, але і здатні координувати всі аспекти ППО в зоні своєї відповідальності в рамках поліцейської Air Площі Великої Британії. Ця база може постійно працювати в тісній співпраці з аналогічними підрозділами НАТО за кордоном, флотів НАТО і радіолокаційного виявлення та управління літаком.
- RAF Fylingdales 54 ° 21'37.77 «N 0 ° 40'5.55» W) Балістична ракета попередження і станція космічних спостережень. Надання попередження про балістичних ракет подій. Підтримка нас в розробці системи протиракетної оборони. Участь в космічній мережі епіднагляду за союзників і дозволяє підтримку сил Великої Британії по всьому світу через SatCom попереджень.
- RAF High Wycombe (51 ° 40'52.44 «N 0 ° 48'21.06» W) HQ повітряного командування і підземні Operations Center.
- RAF Kirton (53 ° 28'3.80 «N 0 ° 34'53.47» W) № 1 Control Centre повітря (1ACC) переїхав з RAF Boulmer.
- RAF Менвіт Хілл, Menwith Hill (54 ° 0'32.29 «N 1 ° 41'24.69» W) є невід'ємною частиною мережі США DoD всьому світу оборони зв'язку та збору розвідувальної (Echelon). Його основна місія полягає в забезпеченні підтримки розвідки для Великої Британії, США і їх союзників інтересів.
- RAF Neatishead (52 ° 42'51.56 «N 1 ° 28'13.75» E) є дистанційне radarstation забезпечити радар, земля-повітря радіо і зв'язку з даними охоплення в рамках системи повітряного спостереження та управління Великої Британії (ASACS), в підтримка національних та НАТО ППО.
- RAF Portreath (50 ° 16'13.92 «N 5 ° 16'25.74» W) є дистанційне radarstation забезпечення дальнього радіолокаційного охоплення атлантичних підходів. Дані подаються в інтегрованої системи командування і управління в межах Великої Британії.
- RAF Saxa Ворд (60 ° 47'51.98 «N 0 ° 49'17.86» W) є дистанційне radarstation забезпечення дальнього радіолокаційного охоплення своїх підходів. Дані подаються в інтегрованої системи командування і управління в межах Великої Британії.
- RAF Staxton Уолд (54 ° 11'13.98 «N 0 ° 26'6.89» W) є дистанційне radarstation забезпечення дальнього радіолокаційного охоплення своїх підходів. Дані подаються в інтегрованої системи командування і управління в межах Великої Британії. Staxton Уолд є одним з 16 радарів, що утворюють WW2 Chain Головна System, ставши біля експлуатацію в 1939 році є лише одним з оригінальних сайтів WW2, все ще працюють, таким чином, претендуючи бути світи старий ділянку радар!

Інші (які не входять до НАТО) оперативні радіолокаційні сайтів в Європі: Австрійський радар (GOLDHAUBE)
- Buschberg / Steinmandl (48 ° 34 '37 «N 16 ° 23 '44» E) AustroControl працює загальний радар управління повітряним рухом на саміті Buschberg; насправді це в поєднанні громадянського / мил-центр. ВВС дистанційного пошук радар розташований дуже близько на саміті Steinmandl в Lat / Long позиції 48 ° 34'42 «N 16 ° 24'37» E
- Kolomannsberg (47 ° 52 '38 «N 13 ° 16 '32» E) AD radarstation

Швейцарський радар (FLORAKO)
- La Dole (46 ° 25'32 «N 6 ° 6'0» E) Skyguide AirControl radarsite
- Pilatus (46 ° 58 '43 «N 8 ° 15'6» E) C3 об'єкт і AD radarstation всередині гори Пилатус
- Scopi (46 ° 34 '14 «N 8 ° 49'46» E) C3 об'єкт і AD radarstation всередині гори Scopi
- Weissfluh (46 ° 6 '6 «N 7 ° 42'46» E) C3 об'єкт і AD radarstation всередині гори Weisshorn

1. НАТО володіє розвиненою системою протиповітряної оборони. Ця складна система складається з цілого ряду заходів, що служать для усунення загроз з боку повітряних засобів нападу потенційного противника. ППО складається з мережі систем, службовців для впізнання і стеження за будь-якими об'єктами, які вторглися на охоронювану територію. У разі реальної загрози в справу вступають морські і наземні системи, або ж літаки-перехоплювачі, які знищують загрозу.
2. ППО надає серйозну підтримку збройним силам не тільки під час військових конфліктів, але також і в мирний час забезпечує безпечне переміщення повітряних сил по території, що охороняється. Для забезпечення повного управління системами ППО використовується автоматизована система (Нейдж). Об'єкти цієї системи розташовані у великій кількості країн, включаючи Норвегію і Туреччину. Об'єкти ППО розташовуються також у Великій Британії та Португалії, де розміщені найсучасніші системи управління. Також об'єкти ППО найчастіше розміщуються в країнах, які недавно вступили в НАТО. Таке розміщення систем забезпечує можливість раннього виявлення загрози. Слід зазначити, що всі ці системи дуже складні: для синхронізації їх роботи їх оснащують цифровим зв'язком, найсучаснішими засобами обробки даних і, зрозуміло, озброєнням, при створенні якого використовуються новітні технології.
3. На сьогоднішній день всі системи протиповітряної оборони фінансуються за допомогою спеціально створеної Програми з інвестицій у безпеку НАТО (ПІБ). Також створюється аналогічна система фінансування інших оборонних сфер, приміром, Системи повітряного командування і управління (СПКУ). Основною метою СПКУ є створення єдиної системи управління ППО. Інтегрована система дозволить дати адекватну відповідь на будь-яку агресію проти населення або угруповання військ НАТО. Також з'являється можливість забезпечити за допомогою ППО безпеку тих країн, які такими системами не володіють.